# Mahakala omnogovae
A Mahakala omnogovae (a tibeti buddhizmus védőistene, Mahákála szanszkrit neve után), a bazális dromaeosaurida dinoszauruszok Mahakala nemének típusfaja, amely a késő kréta kor campaniai korszakában (körülbelül 80 millió évvel ezelőtt) élt a Djadokhta formáció képződése idején, a mongóliai Ömnögovi megye területén. Egy részleges csontváz alapján ismert, amit a Góbi-sivatagban fedeztek fel. A Mahakala egy kis (körülbelül 70 centiméter hosszú) dromaeosaurida volt, melynek csontvázán a korai troodontidáknál és avialae-knál is megtalálható jellemzők láthatók. Késői megjelenése ellenére a legbazálisabb dromaeosauridák közé tartozik. A Mahakala és a bazális deinonychosaurusok kis mérete arra utal, hogy a kis méret azelőtt jelent meg, mielőtt a repülés képessége kifejlődött volna a madarak között.

## Anatómia
A Mahakala omnogovae az IGM 100/1033 azonosítójú leleten, egy részleges csontvázon alapul, amihez koponyacsontok, csigolyák, végtagcsontok, valamint a csípő és a vállöv darabjai tartoznak. Bár ez az egyed kicsi volt, közel állt a felnőttkorhoz, és a mérete összevethető az Archaeopteryx, a Caudipteryx és a Mei méretével. Ez a nem megkülönböztethető a többi paravestől (a dromaeosauridák, troodontidák és madarak csoportjától) a singcsont, a combcsont, a medencecsont és a farokcsigolyák révén. Az Archaeopteryxhez és a fejlett dromaeosauridákhoz hasonlóan, valamint a bazális troodontidáktól és más dromaeosauridáktól eltérően a középső (harmadik) lábközépcsontja nincs összenyomódva, ami azt jelzi, hogy ez a bazális változat. A második lábujján dromaeosaurida jellegzetességként egy nagy karom nőtt.

## Osztályozás
A példány leírását elkészítő Alan H. Turner és kollégái által elvégzett filogenetikus elemzés szerint a Mahakala a legbazálisabb az ismert dromaeosauridák közül. Az eredményeik a többi theropoda kis méretével együtt jellemzőek a paraves fejlődési vonal kezdetére, ami arra utal, hogy a kis méret nem az első madarak új sajátossága (autapomorfiája) volt, hanem már a korai paraveseknél megjelent, megelőzve a repülés kialakulását. A madarakhoz hasonlóan a troodontidák és a dromaeosauridák nem tartották meg kis méretüket a teljes evolúciójuk során, és több méretnövekedés is végbement a különböző fejlődési vonalakon. A Mahakala emellett a bazális troodontidák és madarak jellegzetességeinek kombinációjával rendelkezett, a fejlett dromaeosauridák újabb tulajdonságainak egy részével azonban nem.

## Ősökológia és ősbiológia
A Djadokhta-formáció őskörnyezetét félszáraz éghajlatú, homokdűnékkel és alluviális részekkel tarkított területként értelmezik. Az időszakos folyók által öntözött félszáraz sztyeppén néha homokviharok alakultak ki, a csapadék pedig szezonális volt. Az állatok közé tartoztak a szárazföldi teknősök, a krokodilok, a gyíkok, az emlősök és a különféle dinoszauruszok; a halakhoz hasonló vízi állatok nem voltak jelen. A fauna többségében kis és közepes méretű állatokból állt. A kis coelurosaurusok voltak a legváltozatosabbak, de megtalálható volt itt a dromaeosauridák közé tartozó Velociraptor, a troodontidák közé tartozó Byronosaurus és Saurornithoides, az oviraptoridák közé tartozó Citipati, Khaan és Oviraptor, az alvarezsauridák közé tartozó Mononykus és Shuvuuia, továbbá a ceratopsia Protoceratops és az ankylosaurida Pinacosaurus. Más dromaeosauridákhoz hasonlóan a Mahakala kis termetű, aktív ragadozó lehetett.

## Fordítás
- Ez a szócikk részben vagy egészben a Mahakala (dinosaur) című angol Wikipédia-szócikk ezen változatának fordításán alapul.  Az eredeti cikk szerkesztőit annak laptörténete sorolja fel. Ez a jelzés csupán a megfogalmazás eredetét és a szerzői jogokat jelzi, nem szolgál a cikkben szereplő információk forrásmegjelöléseként.